# Linos-Alexandre Sicilianos
Linos-Alexandre Sicilianos (Atene, 1960) è un giurista e magistrato greco, presidente della Corte europea dei diritti dell'uomo dal 5 maggio 2019 al 17 maggio 2020.

## Biografia
Dopo aver conseguito la laurea in giurisprudenza presso l'università di Atene e aver svolto un ulteriore periodo di formazione a Strasburgo, presso l'università Robert Schuman, Sicilianos rientra nella sua città natia per intraprendere l'attività accademica presso la locale università. Ha ricoperto il ruolo di presidente del Comitato di esperti del Consiglio d'Europa per il miglioramento delle procedure di tutela dei diritti umani nonché di presidente del Comitato delle Nazioni Unite per l'eliminazione della discriminazione razziale.
Il 18 maggio 2011 viene nominato giudice presso la Corte europea dei diritti dell'uomo, divenendone presidente dal 5 maggio 2019 al 17 maggio 2020.
Nel corso della sua attività di giurista, ha pubblicato diverse opere in materia di diritto internazionale e diritti umani in ambito internazionale. Sicilianos è stato insignito dell'onorificenza di Gran Commendatore dell'Ordine del Salvatore e di ufficiale della Legion d'onore.